# 大雅茅斯 (英國國會選區)
大雅茅斯（英語：Great Yarmouth），英國國會一郡選區，包括英格蘭東部諾福克郡大雅茅斯。始設於1295年，1660至1868年應選兩席，此後被撤銷至1885年恢復。
本區40年來多數支持保守黨。在2010年大選中布蘭登·劉易斯以48.3%選票勝出該區，擊敗工黨的東尼·萊特首次當選。